# Pest (Eishockey)
Als Pest, oft auch Agitator (dt. Anstifter), bezeichnet man im Eishockey einen Spielertyp, der ständig Versuche startet, gegnerische Spieler sowie seltener auch gegnerische Torhüter zu irritieren und aus dem Konzept zu bringen, um ihre Effektivität zu reduzieren oder sie zu verleiten, eine straffällige Aktion zu begehen. Pests unterscheiden sich von den sogenannten Enforcern insofern, als sie hauptsächlich darauf aus sind, den Gegner bei seinem Spiel zu stören, jedoch nicht zwingend – wie in der nordamerikanischen Szene üblich – in einen Faustkampf mit ihm verwickelt zu werden.
Pests wenden legale, illegale sowie grenzwertige Taktiken an, um ihre Ziele zu erreichen. Zu den am häufigsten verwendeten Methoden gehören das leichte Schlagen mit dem Eishockeyschläger, „Trash Talk“ oder auch das Haken und Festhalten des gegnerischen Spielers. Die meisten dieser Aktionen finden abseits des Spiels, im Rücken des Schiedsrichters, statt.
Eine weitere verbreitete Taktik ist es, gegnerische Spieler zu einem Kampf anzustacheln, nur um dann zurückzuweichen und einer eigenen Strafzeit aus dem Weg zu gehen.

## Beispiele aus der National Hockey League
Während es unter den Fans bei bestimmten Spielern umstritten ist, welcher Spieler genau als Pest zu bezeichnen ist, gibt es jedoch Spieler, die durch ihr dauerhaft negatives Verhalten in Eishockey-Kreisen sowie auch in den Medien als Pest bezeichnet werden. Im Februar 2009 hat das Magazin Sports Illustrated eine Liste der namhaftesten Pests der National Hockey League veröffentlicht. Auf den ersten Platz kam Sean Avery, gefolgt von Claude Lemieux und Steve Ott.
Weitere bekannte Spieler:
- Matthew Barnaby
- Adam Burish
- Alexandre Burrows
- Matt Cooke
- Theoren Fleury
- Dale Hunter
- Darius Kasparaitis
- Ken Linseman
- Brad Marchand
- Bryan Marchment
- Dennis Polonich
- Jarkko Ruutu
- Ulf Samuelsson
- Chris Simon
- Esa Tikkanen
- Brady Tkachuk
- Matthew Tkachuk
- Darcy Tucker
- Jordin Tootoo